# Boršíkov (Vyšší Brod)
Boršíkov (německy Woisetschlag) je zaniklá osada jižně od Studánek u Vyššího Brodu v okrese Český Krumlov.

## Název
Název osady je odvozen jako zdrobnělina z osobního jména Boreš ve významu Boršíkův dvůr. Původní německý název Boršiks-slag (Boršíkova paseka) prošel složitým jazykovým vývojem do tvaru Woisetschlag. Z německého jména byly v šestnáctém století zvukovým přizpůsobením odvozeny české tvary Vojslavy a Vojslavice. V historických pramenech se název objevuje ve tvarech: Worsikslag (1343), in Boersyglag (1400), Wogslawy (1521), Woyslawicz (1521), Wuersichslag (1530), Weyssenschlag (1616), Merschetschlag (1659), Moysetschlag (1720, 1749), Moisetschlag a Weisetschlag (1789) a Woisetschlag (1841).

## Historie
První písemná zmínka o osadě pochází z roku 1343.

## Přírodní poměry
Osada stávala v Šumavském podhůří na severním úpatí Radvanovského vrchu v údolí Boršíkovského potoka. Její pozůstatky se nachází v katastrálním území Studánky u Vyššího Brodu o rozloze 15,56 km².

## Obyvatelstvo
|           | 1869 | 1880 | 1890 | 1900 | 1910 | 1921 | 1930 |
| --------- | ---- | ---- | ---- | ---- | ---- | ---- | ---- |
| Obyvatelé | 19   | 21   | 16   | 18   | 22   | 27   | 31   |
| Domy      | 3    | 3    | 3    | 3    | 3    | 3    | 3    |

## Obecní správa
Boršíkov nebyl samostatnou obcí a podle sčítání lidu patřil od roku 1869 k obci Studánky v okrese Kaplice. Roku 1880 nebyl jako osada vůbec uveden a při sčítáních po roce 1930 už zanikl.